# 虹口大戏院

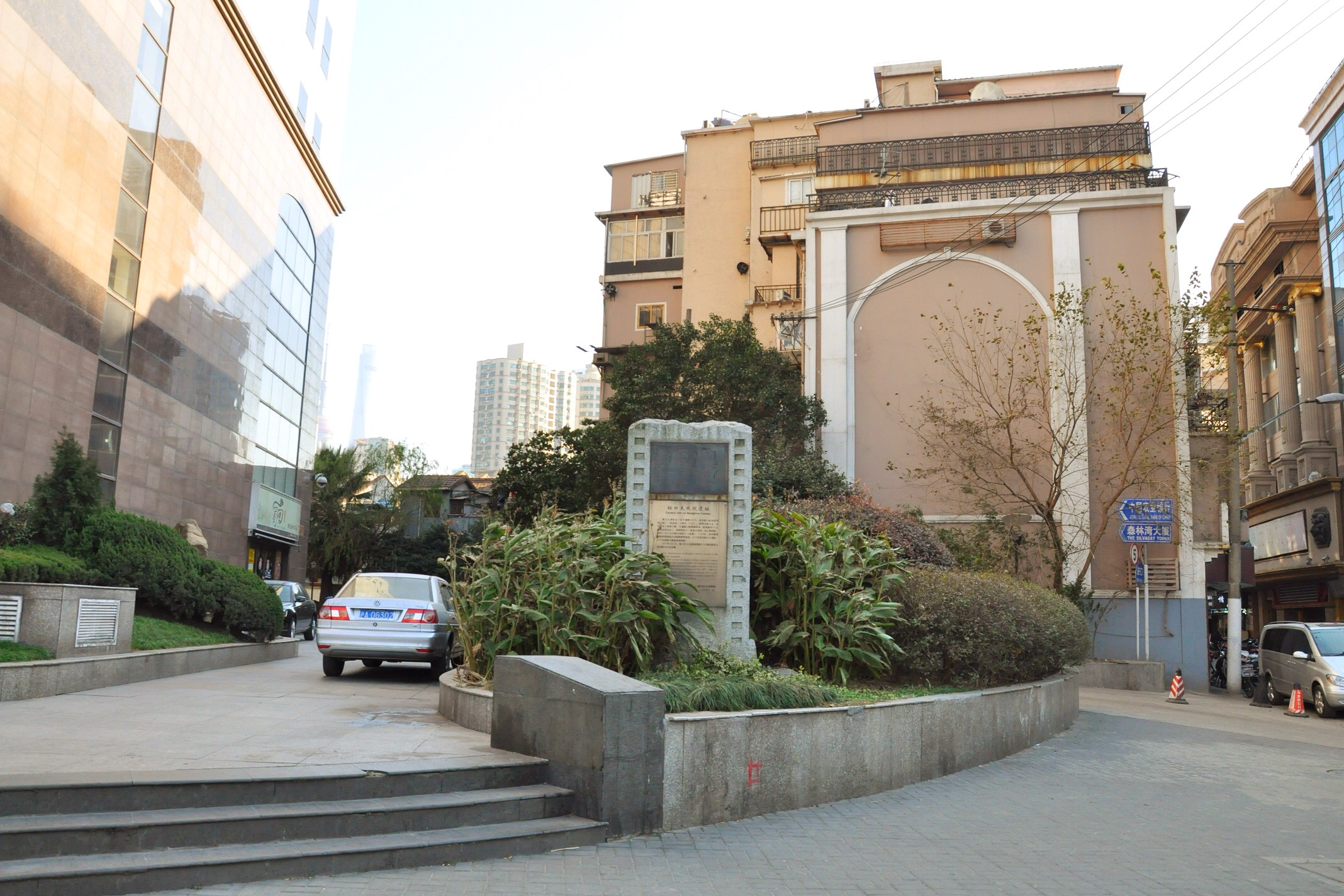
虹口区纪念地原乍浦路388号处虹口大戏院遗址

虹口大戏院 （HongKew Cinema）位于原乍浦路388号。是上海首家电影院，也是《中国电影史》记载的中国首家电影院，初名虹口活动影戏园，大戏院存在于1908年-1988年间。   

## 大戏院历史
虹口大戏院由西班牙商人安·雷玛斯于1908年光绪三十四年创建的，最初大戏院是在溜冰场上用铁皮塔建的一座仅能容250人的简易房子，俗称铁房子。同年12月22日对外营业，电影院放映的首映电影是西片《龙巢》。1913年，虹口活动影戏园由日本人接办，並更名为东京活动影戏院；1915年，改名为虹口活动影戏院；1919年，才能名为虹口大戏院；1918年雷玛斯把铁皮房改建成钢筋砖木拱型结构，内场放映为一层，座位也相应增加到710个，门面则有二层，增辟观众休息室、办公室、会客室等，并装备有供暖设施。
1930年雷玛斯返回西班牙，大戏院改由杨瑞芝、戚顺堂等8人合伙继续经营，1945年抗日战争结束后大戏院停映电影转而改演地方戏曲。1956年剧院被公私合营化而后划归虹口区文化局使用。1988年因补充主要干道的不足和疏解道路较窄地区的交通，在拓宽海宁路工程时被全部拆除。
从历史角度出发，虹口大戏院是全中国第一家电影院，1988年之前就有不少海内外人士，人大代表及当地居民提出保留虹口大戏院，甚至联名向中央政府上书，然当地政府出于经济政治等综合因素考量，将其拆除。 
2006年1月5日，虹口区人民政府公布虹口大戏院遗址为虹口区历史遗址纪念地，“虹口大戏院”遗址纪念性保护标志也在在其原址海宁路乍浦路口绿地落成。